# Рудолф Белин
Рудолф Белин (Загреб 4. новембар 1942) бивши је југословенски и хрватски фудбалер.

## Каријера
Спада међу најбоље играче који су носили дрес загребачког Динама. Играо је бека, полутку, са наглашеном офанзивном улогом. У Динамо је стигао 1959. из нижеразредног загребачког Јединства, а стандардни првотимац је постао 1961, све до 1969. одиграо укупно 410 утакмица и постигао 83 гола. Освајао је Куп Југославије 1963, 1965. и 1969. године, а 1967. играо је у екипи која је освојила Куп сајамских градова. Играо је неколико сезона за белгијску екипу Бершот из Антверпена и каријеру завршио 1974. године.
Након играчке каријере посветио се тренерском послу, двапут је водио Динамо (1977. и 1983), био је тренер репрезентације Ирака (2001).

## Репрезентација
Играо је 29 пута за А репрезентацију Југославије и постигао шест голова. Дебитовао је 27. октобра 1963. против Румуније (1:2) у Букурешту, последњу утакмицу у националном тиму одиграо је 19. октобра 1969. против Белгије (4:0) у Скопљу.
Био је у саставу репрезентације Југославије која је играла на Олимпијским играма 1964. у Јапану. Играо је у тиму који је на Европском првенству 1968. у Италији заузео друго место.

## Приватно
Његов брат је Бруно Белин који је такође наступао за фудбалску репрезентацију Југославије.